# Louis de Backer
Pour les articles homonymes, voir De Backer.
Louis de Backer (ou de Baecker) né le 16 avril 1814 à Saint-Omer et mort le 4 février 1896 à Paris, était un avocat français et un érudit.

## Biographie
Louis Benoit Désiré Debaecker est né le 16 avril 1814 à Saint-Omer. Il est le fils de Louis Charles Constantin Debaecker, imprimeur, natif de Bergues, demeurant à Cassel, et de Marie Françoise Émilie Debavinchove, native de Watten, son épouse, le couple s'étant marié à Méteren. Par jugement du tribunal de première instance de l'arrondissement de Saint-Omer, en date du 28 septembre 1868, le nom Debaecker a été modifié en Debacker. La famille est une ancienne famille patricienne de Belgique dont est issu au XVIe siècle le nommé Backerius, jurisconsulte célèbre en son temps en tant qu'élève puis collègue de Jacques Cujas, en tant que professeur de droit à l'université de Bourges.
Louis de Backer fait des études de droit à Paris, avant de revenir à Saint-Omer où il commence sa carrière en tant qu'avocat. Puis il est juge de paix à Bergues.
Louis de Backer est d'abord un magistrat, avocat et juge de paix. Avocat à la cour royale de Douai, puis magistrat au tribunal civil de Dunkerque, il est membre pendant vingt ans du conseil municipal de Bergues.
Il vit dans le château du couvent (grande demeure du XIXe siècle peut-être située sur l'emplacement du château de la seigneurie de Peene). Ce « château » situé à Noordpeene, que Louis de Backer va restaurer, tire son nom du couvent des Guillemites détruit à la Révolution qui se trouvait à côté (Couvent des Guillemites de Noordpeene).
Il finit par se démettre de ses fonctions pour se consacrer uniquement aux recherches historiques.
Louis de Backer manifeste son intérêt pour le patrimoine en assurant différentes actions : il est membre de la « Société dunkerquoise pour l'encouragement des sciences, des lettres et des arts », membre fondateur et premier vice-président du Comité flamand de France, nommé inspecteur des Monuments Historiques pour le département du Nord, membre de la Commission historique du département du Nord, membre de l'académie royale de Belgique, membre d'honneur de la Société d'émulation de Bruges, etc. Il assure encore les tâches de correspondant du ministère de l'Intérieur et du ministère de l'Instruction publique, pour les travaux historiques. Le gouvernement français le charge de différentes missions scientifiques et littéraires en Allemagne et aux Pays-Bas. Il a également créé vers 1850 une éphémère société savante sur Bergues.
Louis de Backer est indissociable de Edmond de Coussemaker, premier président du comité flamand de France, membre comme de Backer des mêmes sociétés savantes : les deux partagent les mêmes préoccupations au départ. Il semble qu'au début des années 1860, les relations entre les deux hommes se soient tendues : de Coussemaker adoptant une attitude mesurée par rapport à la place que pouvait occuper la langue flamande dans l'espace français, une langue faisant d'abord selon lui partie du patrimoine, tandis que de Backer se montrait plus radical, plus militant pour assurer la pérennité de la langue flamande en France.
En 1851, Louis de Backer répond à une demande du gouvernement français et adresse un rapport au ministre de l’Instruction publique et des Cultes sur l’histoire et l’état des lettres en Belgique et dans les Pays-Bas. Il y fait l'éloge de la langue néerlandaise et propose de développer son enseignement en France. Sa proposition ne rencontre pas un grand écho ce qui ne l'empêche pas de persévérer.
Après plusieurs tentatives, en 1867, ayant quitté le Comité flamand, il donne à Paris à la Sorbonne des cours sur les langues présentant des rapports étroits avec les dialectes flamands : 
- en 1867-1868, leçon De la langue néerlandaise[3],[5]
- en 1868-1869, leçon Histoire de la littérature néerlandaise
- en 1869-1870, leçon Essai de grammaire comparée des langues germaniques[3],[6].

Son fils, Émile de Backer, membre du comité flamand de France comme son père, a été maire de Noordpeene de 1897 à 1910.
Louis de Backer meurt à Paris le 4 février 1896, à 81 ans, chez son fils. Il s'est fait enterrer dans le cimetière de Noordpenne.

## Publications
Louis de Backer publie dès 1841. Ses contributions concernent surtout la Flandre française, et la Flandre maritime en particulier, même s'il s'intéresse à l'ensemble des pays de langue « néerlandaise », Belgique et Pays-Bas. En digne disciple des Frères Grimm, il s'attache à l'étude de la langue et de la religion. Il livre en outre des études sur des sujets très variés : l'histoire, les légendes,..
Ses travaux lui ont valu à plusieurs reprises des mentions décernées par l'Académie des inscriptions et belles lettres.
Peuvent être cités les travaux suivants :
- De l'organisation politique, administrative et judiciaire de la Belgique pendant les trois derniers siècles, 1841.

- Recherches historiques sur la ville de Bergues en Flandres, Paris, Barbez, 1849 (Texte en ligne disponible sur LillOnum), (mention très honorable de l'Académie des Inscriptions et des belles-Lettres[9]).
- Les Flamands de France - études sur leur langue, leur littérature et leurs monuments, 1850 (Texte en ligne disponible sur Google books).
- Du calendrier chez les Flamands et les peuples du nord, Dunkerque, 1855 (Texte en ligne disponible sur LillOnum).
- Les chants historiques de la Flandre, 1855.
- Grammaire comparée des langues de la France, 1859. (mention très honorable de l'Académie des Inscriptions et des belles-Lettres[9]).
- Recherches historiques sur la ville de Bourbourg depuis son origine jusqu'en 1789, Paris, 1879.
- Guillaume de Rubrouck, ambassadeur de Saint Louis en Orient
- Études néerlandaises, (couronné par l'Académie française[9]).
- Des Niebelungen (mention très honorable de l'Académie des Inscriptions et des belles-Lettres[9]).
- Sagas du Nord (mention très honorable de l'Académie des Inscriptions et des belles-Lettres[9]).
- La Noblesse de Flandre en présence de l'art. 259 du code pénal.
- De la religion du Nord de la France avant le Christianisme, Lille, 1854, réédition 1997.
- Chroniques flamandes de la ville de Bailleul.
- Origines des armes de la ville de Cannes, Cannes, 1892.

Il a encore publié de nombreux articles dans différentes revues de sociétés savantes, comme par exemple une traduction de la Chanson de Gudrun, dans les sagas du Nord en 1857, ou encore « La Reine de Roumanie », dans Le mois littéraire et scientifique, 1889 . Il donne des contributions aux publications du comité flamand de France de 1853 à 1860.
Le site data de la Bibliothèque nationale de France recense 71 œuvres textuelles, livres, articles, dont des rééditions.
Ses derniers écrits sont à tendances morales, religieuses ou politiques. Dans Le présent et le passé, paru en1884, il se déclare monarchiste et remet en cause la république démocratique.
Il est également l'auteur d'un ouvrage L'archipel indien où il se révèle partisan des idées d' Arthur de Gobineau.
Louis de Backer s'est révélé être un esprit curieux et perspicace, précurseur des grands linguistes modernes. Cependant, son amour pour sa terre natale et pour la défense de la langue flamande l'ont parfois amené à adopter des points de vue radicaux.

## Distinctions
Louis de Backer est membre ou membre d'honneur de nombreuses sociétés savantes à travers toute l'Europe : France, Italie, Espagne, Allemagne, Pays-Bas, Belgique.
- Chevalier de la Légion d'honneur par décret du 13 août 1866[12]

- Chevalier de l'ordre de la Couronne de chêne[13], du 26 avril 1859[12].
- Chevalier de l'ordre de Henri le Lion du 9 mai 1862[12].
- Prix Halphen de l’Académie française en 1872 pour Études néerlandaises
- Officier d'Académie